# Růžená (Chyšky)
Růžená (německy Ruschana) je malá vesnice, část obce Chyšky v okrese Písek v Jihočeském kraji. Nachází se asi 2,5 kilometru východně od Chyšek. Růžená leží v katastrálním území Nosetín o výměře 3,73 km².

## Historie

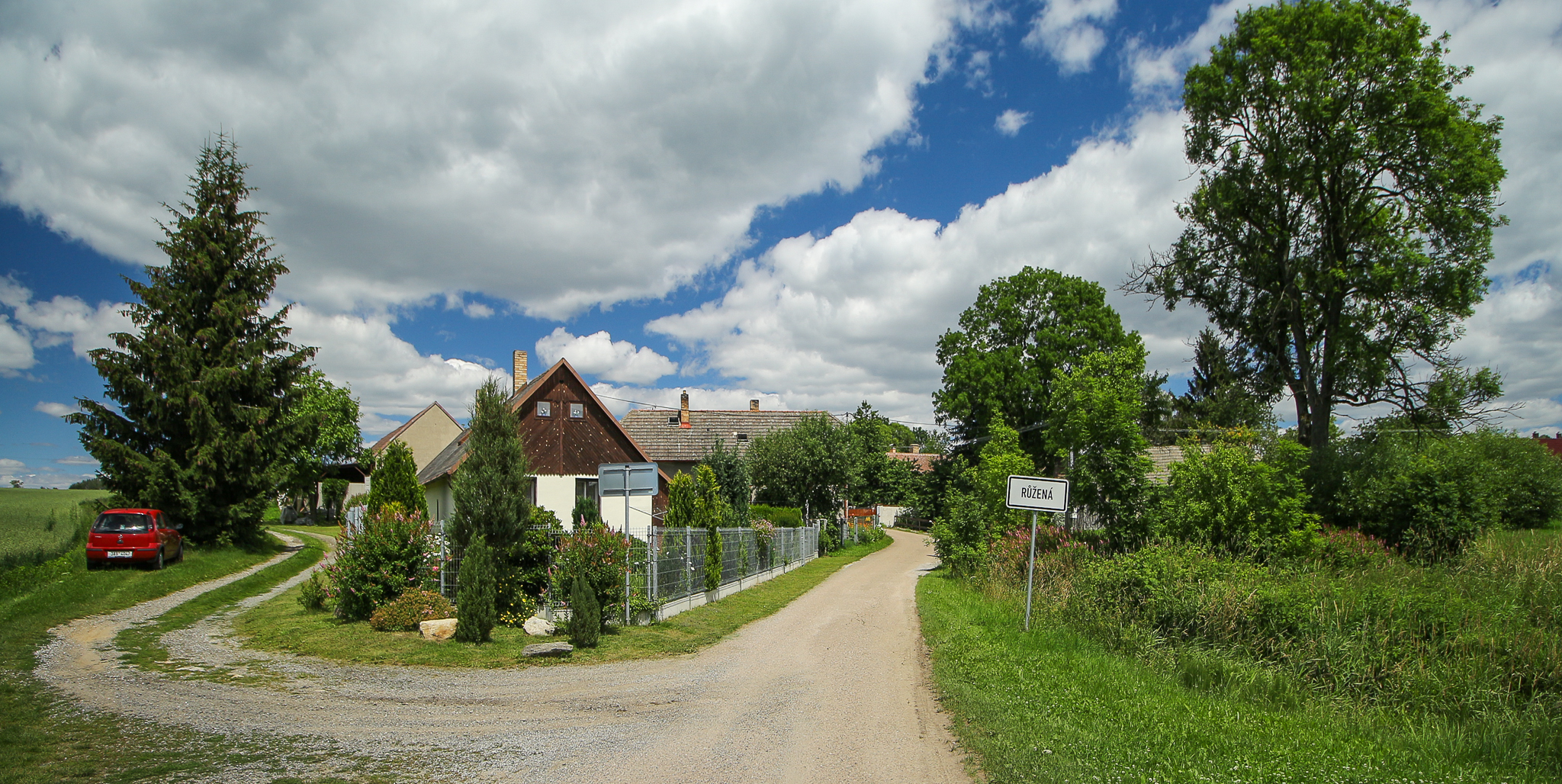
Růžená

První písemná zmínka o vesnici pochází z roku 1400. Dřívější používaný název vesnice byl Růžena.Zprvu zde býval poplužní dvůr. Jeden z prvních majitelů byl Bohuněk z Vranova. Ten prodal ves milevskému rychtáři. Později Růžená připadla pod vlksické panství. Roku 1636 prodal vlksický pán ves i s příslušenstvím Adamu Bedřichovi Doudlebskému a tak byla ves připojena pod nadějkovské panství po dobu necelých 30 let. Pak opět připadla vlksickému panství. 
V 18. století se stala samostatným statkem. Poté se majitelé často střídali. Roku 1764 prodal rytíř Václav Netvorský z Břízí Růženou opět nadějkovským pánům. Roku 1911 hraběnka Karolína Kokořovcová na popud učitele Josefa Tomáška z nedalekých Chyšek prodala a rozdělila pozemky mezi drobný lid.

## Obyvatelstvo
| Rok            | 1869 | 1880 | 1890 | 1900 | 1910 | 1921 | 1930 | 1950 | 1961 | 1970 | 1980 | 1991 | 2001 | 2011 | 2021 |
| -------------- | ---- | ---- | ---- | ---- | ---- | ---- | ---- | ---- | ---- | ---- | ---- | ---- | ---- | ---- | ---- |
| Počet obyvatel | 220  | 184  | 164  | 160  | 137  | 121  | 90   | 78   | 61   | 71   | 53   | 29   | 32   | 29   | 27   |
| Počet domů     | 26   | 24   | 24   | 25   | 25   | 24   | 24   | 23   | 17   | 17   | 14   | 14   | 22   | 22   | 23   |

## Obecní správa
Při sčítání lidu v letech 1850–1975 Růžená byla osadou obce Nosetín, se kterým patřila nejprve do okresu Sedlčany, ale v roce 1950 v okrese Milevsko a od roku 1960 v okrese Písek. Od 1. ledna 1976 je částí obce Chyšky v okrese Písek.

## Pamětihodnosti
- Ve vesnici se nachází kaple zasvěcená Panně Marii.
- Vedle návesní kaple je kamenná zvonice.
- Před vesnicí u komunikace vedoucí do vsi se nachází kříž.
- Další kříž se nalézá u komunikace ve vesnici.
- U stejné silnice z vesnice se nachází další litinový kříž.

## Galerie

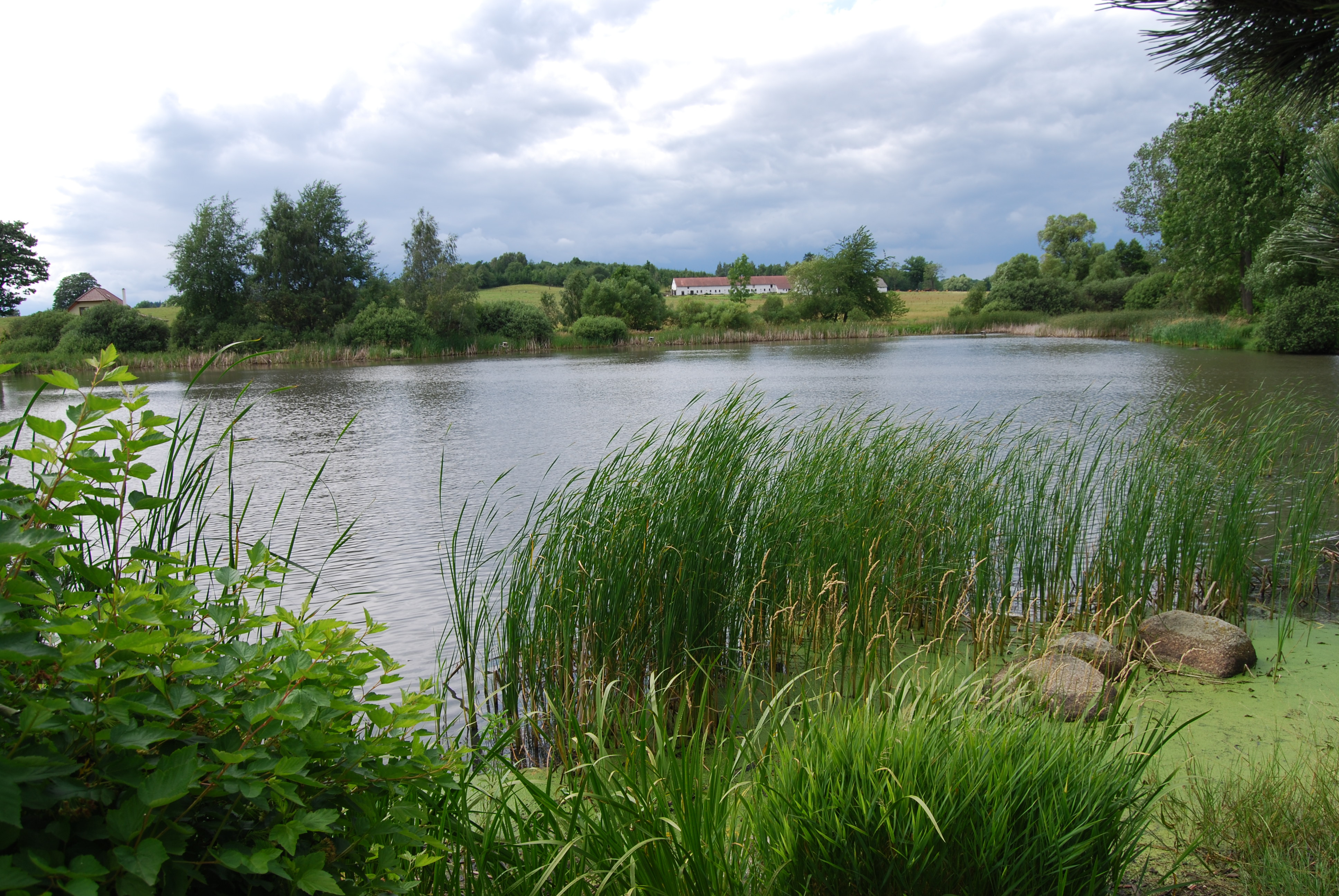
Návesní rybník
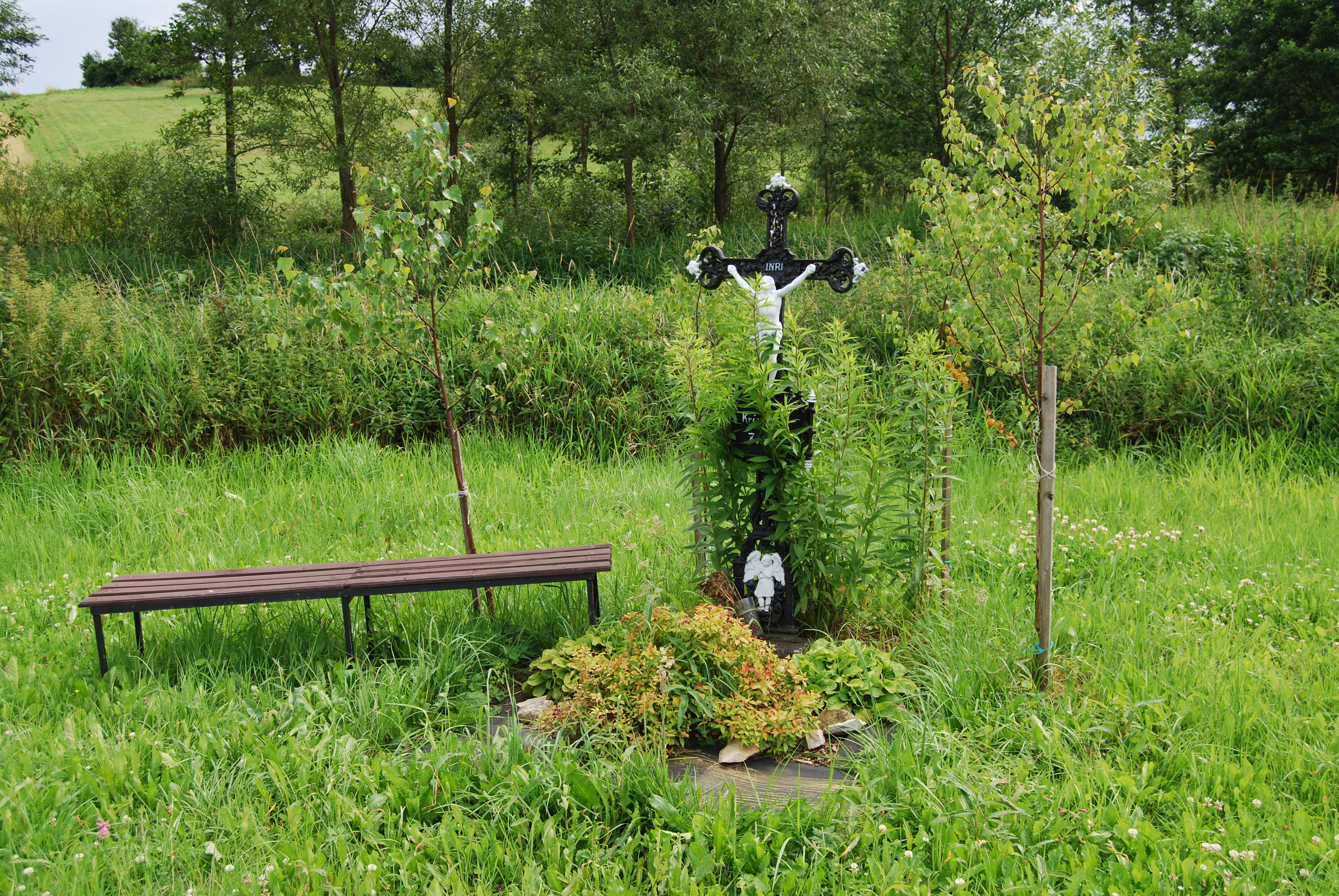
Kříž před vesnicí
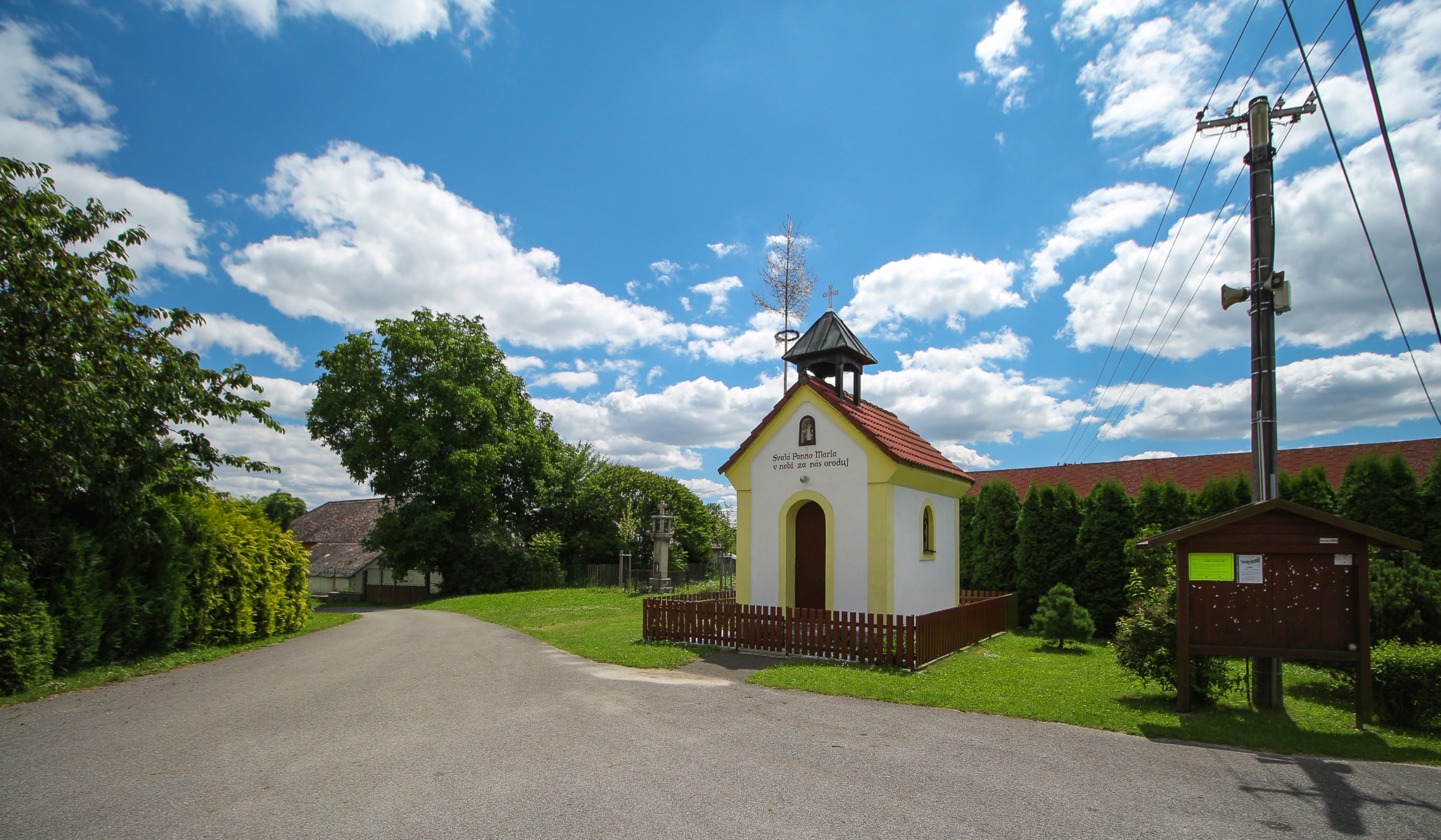
Náves s kapličkou Panny Marie
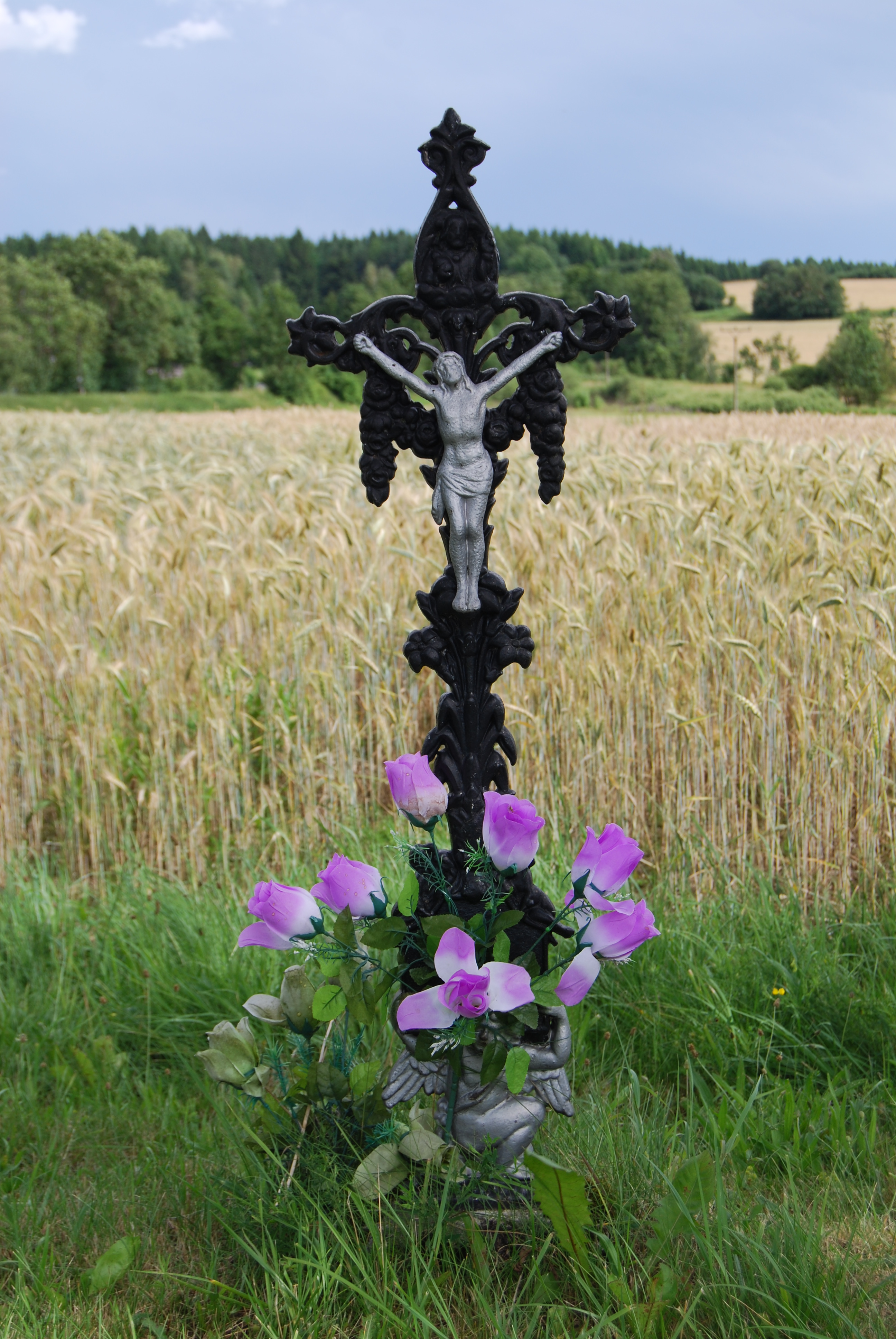
Kříž za vesnicí